# Veněra 10
Veněra 10 (rusky: Венера-10) byla sovětská planetární sonda, která v rámci programu Veněra zkoumala planetu Venuši. Start se uskutečnil v červnu 1975, několik dní po startu identické sondy Veněra 9. Sonda složená z orbitální části a přistávacího pouzdra se úspěšně dostala na oběžnou dráhu Venuše a přistávací pouzdro s vědeckými přístroji přistálo na povrchu planety.

## Konstrukce
Orbitální část sondy (Orbiter) se skládala z válcovité části se dvěma křídly solárních panelů a s parabolickou anténou s vysokým ziskem. Ke dnu válce byla připojena jednotka s pohonným systémem, vrchol válce byl spojen s kulovitým pouzdrem o průměru 2,4 m, které obsahovalo přistávací modul sondy.

### Seznam přístrojů orbiteru, experimenty
- infračervený spektrometr
- infračervený radiometr
- ultrafialový fotometr
- fotopolarimetry
- spektrometr
- Lyman-α spektrometr
- mapování bistatickým radarem
- radiové zákrytové experimenty
- tříosý magnetometr
- UV kamera
- 6 elektrostatických analyzátorů
- 2 modulované iontové zádrže
- detektor nízkoenergetických protonů
- detektor nízkoenergetických elektronů
- 3 polovodičové čítače
- 2 čítače výbojů
- Čerenkovův detektor

### Přístrojové pouzdro
Hmotnost pouzdra byla asi 1560 kg. Bylo vybaveno snímkovacím zařízením, padákem, aparaturou pro vysílání a příjem dat, řadou senzorů a měřicích přístrojů.

## Průběh mise
Sonda odstartovala 14. června 1975 pomocí rakety Proton-K/D z kosmodromu Bajkonur. Na oběžnou dráhu Venuše vstoupila 23. října 1975 a vzápětí došlo k oddělení přistávacího modulu. Samotná sonda zůstala na orbitě ve výši 1620 - 113 900 km a oběžnou dobou 49 hodin, stala se z ní družice Venuše.
Sonda zprostředkovávala spojení z přistávacím pouzdrem, získané údaje odesílala na Zemi. Poté pokračovala v doplňkovém programu, který zahrnoval zkoumání horních vrstev atmosféry.

### Přistávací modul
Dne 23. října 1975 se přistávací modul oddělil od orbitální části. Při brzdění bylo ve výši 100 km zaznamenáno přetížení 168 G. Ve výši 49 km se oddělil padákový systém a pouzdro a 25. října v 05:17 UT modul přistál měkce na povrchu Venuše 2200 km od místa, kde o tři dny dříve přistál modul sondy Veněra 9. Přistávací modul byl chlazen cirkulující kapalinou. Přesto vydržel pracovat na povrchu za extrémních podmínek pouze 65 minut. Zaznamenal svými přístroji atmosférický tlak 9,02 MPa, teplotu 465 stupňů, rychlost větru 0,8 - 3,5 m/s. Řadu údajů poskytl i během letu atmosférou. Stejně jako Veněra 9 odeslala na Zemi černobílé televizní záběry povrchu Venuše. Fotografie pořízené sondou ukazují ploché lávové kameny mezi nimiž byla láva nebo jiné zvětralé kameny. Naplánovaný 360° panoramatický snímek okolí nebyl proveden stejně jako u Veněry 9 kvůli problému s odstraněním krytu čočky jednoho ze dvou fotoaparátů. Na Zemi byly odeslány snímky omezené na 180°.